# Sälgåsen
Sälgåsen este o arie protejată (arie specială de conservare — SAC, sit de importanță comunitară — SCI) din Suedia întinsă pe o suprafață de 10,9 ha, integral pe uscat.

## Localizare
Centrul sitului Sälgåsen este situat la coordonatele 64°27′46″N 14°21′13″E / 64.4628°N 14.3537°E.

## Înființare
Situl Sälgåsen a fost declarat sit de importanță comunitară în mai 2000 pentru a proteja 1 specie de plante. Situl a fost protejat și ca arie specială de conservare în decembrie 2009.

## Biodiversitate
Situată în ecoregiunea alpină, aria protejată conține 3 habitate naturale: Mlaștini alcaline, Taiga vestică, Mlaștini turboase de tranziție și turbării mișcătoare.
La baza desemnării sitului se află o specie protejată de  plante: papucul doamnei (Cypripedium calceolus).